# Barrio Juan XXIII (Santiago del Estero)
El barrio PAPA JUAN XXIII es un barrio de la ciudad de Santiago del Estero (capital), Argentina.

## Toponimia
Su denominación es en homenaje al Papa Juan XXIII que convocó al Segundo Concilio Vaticano y se interesó en sus encíclicas por las cuestiones sociales (Master et Magistre) y la Paz Mundial (Pacen in Terris). 

## Geografía
Sus límites son: Avda. Nuñez del Prado; Vías Ferrocarril General Manuel Belgrano; Avda. Roca (N); Ameghino.
Su superficie es de 10,2 ha y la población según el censo del 2001 es de 975 habitantes.